# 黃氏緣
黄氏缘（1996年4月26日—）是一名越南举重运动员。
2018年，在土库曼斯坦阿什哈巴德举办的世界举重锦标赛女子59公斤级比赛中，黄氏缘获得银牌。2020年，在意大利罗马举办的举重世界杯女子59公斤级比赛中，她获得金牌。次年，她在乌兹别克斯坦塔什干举办的亚锦赛上获得铜牌。
在2020年东京奥运会上，黄氏缘代表越南参赛，最终在女子59公斤级比赛中位列第五名。